# Boana exastis
Boana exastis é uma espécie de anfíbio da família Hylidae. Endêmica do Brasil, onde pode ser encontrada nos municípios de São José da Vitória e Wenceslau Guimarães, no estado da Bahia, no município de Jaqueira, no estado de Pernambuco, e nos municípios de Quebrangulo e Ibateguara, no estado do Alagoas.